# Wish (песня)
«Wish» (в переводе с англ. — «Желание») — песня американской индастриал-рок-группы Nine Inch Nails, первоначально появившаяся на выступлениях группы в рамках фестиваля «Lollapalooza» в 1991 году и впоследствии изданная в составе мини-альбома Broken; второй сингл из вышеозначенного альбома, выпущенный промоизданием на CD и 12-дюймовых пластинках в 1993 году. В записи песни принял участие экс-барабанщик Public Image Ltd. Мартин Аткинс.
Песня получила два ремикса, названные «Wish (Remix)» и «Fist Fuck» соответственно и вышедшие в составе ремикс-альбома Fixed; оба ремикса были сведены Джимом Тёрлуэллом.
В 1993 году песня получила премию «Грэмми» в категории «Лучшее метал-исполнение» (на которую также были номинированы песня «N.W.O.» группы Ministry с альбома Psalm 69 и альбом Countdown to Extinction группы Megadeth). Резнор позже шутил, что на его могиле должно быть написано «РЕЗНОР: Умер. Сказал „Фистинг“, получил Грэмми».

## Видеоклип

Кадр из клипа «Wish»

Видеоклип на песню был поставлен Питером Кристоферсоном. Кристоферсон впоследствии срежиссировал короткометражный псевдо-снафф фильм на основе альбома Broken и видеоклип на «March of the Pigs». В клипе музыканты (Трент Резнор на вокале, Крис Вренна на ударных, Ричард Патрик на гитаре и Джеймс Вулли на синтезаторе) играют в клетке, окруженные разъярённой толпой, которая ближе к концу клипа по очереди схватывает музыкантов. Видео заканчивается тем, что толпа проламывает ворота и врывается в клетку с битами и дубинками. В MTV посчитали последнюю сцену слишком жестокой, и для показа был использован альтернативный вариант сцены.
Также, концертное исполнение песни на выступлении NIN в 1995 году было снято Саймоном Максвеллом и было включено в видеоальбом Closure. Отснятый клип планировалось выпустить в 1996 году в составе концертного фильма, но выпуск был отложен из-за неудовлетворённости Резнора конечным результатом.

## Список композиций
| №  | Название                                  | Ремикширование | Длительность |
| -- | ----------------------------------------- | -------------- | ------------ |
| 1. | «Wish» (Remix Version by J. G. Thirlwell) | Джим Тёрлуэлл  | 9:08         |
| 2. | «Wish» (EP Version)                       |                | 3:47         |

| №  | Название            | Длительность |
| -- | ------------------- | ------------ |
| 1. | «Wish» (Radio Edit) |              |

## Позиции в чартах
| Чарт (1993)            | Высшая позиция |
| ---------------------- | -------------- |
| Hot Modern Rock Tracks | 25             |

## Кавер-версии
- Канадская пост-хардкор-группа Silverstein записала кавер-версию песни для своего мини-альбома Transitions[12].
- Американская маткор-группа The Dillinger Escape Plan записала кавер-версию песни для своего четвёртого мини-альбома Plagiarism[13]; позднее, группа была приглашена NIN для совместного исполнения песни на фестивале Soundwave 2009[14], а ещё позднее на фестивале «Боннару» в том же году и на концерте NIN в Лос-Анджелесе в сентябре этого же года.
- Группа Brand New исполняла песню на концертах своего весеннего тура в 2011 году[15].
- Кавер-версия песни вошла в трек-лист мини-альбома Wohnzimmer EP немецкой панк-группы Beatsteaks[16].
- Группа Linkin Park исполняла песню на концертах весеннего тура 2004 года и на фестивале Projekt Revolution в том же году[17].
- Польская блэк-метал-группа Behemoth записала кавер-версию песни для своего четвёртого мини-альбома Conjuration[18].
- Грув-метал-группа STEMM записала свою кавер-версию для альбома Blood Scent[19].
- Канадская ню-метал-группа Dreadnaut записала кавер-версию песни для альбома A Taste Of What’s To Come[20].
- Американская индастриал-метал-группа Device включила свою кавер-версию песни в трек-лист ограниченного издания своего одноимённого альбома[21].

## Использование в поп-культуре
- Песня появляется в четвёртом эпизоде второго сезона мультсериала «Бивис и Баттхед»[22]. В противоположность другим видеоклипам, клип на «Wish» получает от главных героев полное одобрение.
- Песня была использована в дебютном трейлере шутера Bulletstorm, разработанного студией People Can Fly и изданного в 2011 году компанией Electronic Arts[23].
- Песня была включена в состав песен для игры Guitar Hero: Warriors of Rock[24].